# Корлиод (Долина Аосте)
Корлиод је насеље у Италији у округу Долина Аосте, региону Долина Аосте.
Према процени из 2011. у насељу је живело 31 становника. Насеље се налази на надморској висини од 915 м.